# Бённергор, Асбьёрн
Асбьёрн Бонденгор (дат. Asbjørn Bøndergaard; род. 5 мая 2004) — датский футболист, нападающий клуба «Силькеборг».

## Клубная карьера
Бонденгор — воспитанник клубов «Рингкёбинг» и «Силькеборг». 6 апреля 2023 года в поединке Кубка Дании против «Сённерйюска» Асбьёрн дебютировал за основной состав последних. 29 мая в матче против «Мидтьюлланна» он дебютировал в датской Суперлиги.